# Hymenocallis lobata
Hymenocallis lobata là một loài thực vật có hoa trong họ Amaryllidaceae. Loài này được Klotzsch mô tả khoa học đầu tiên năm 1843.